# Bhabha atomforskningscentrum

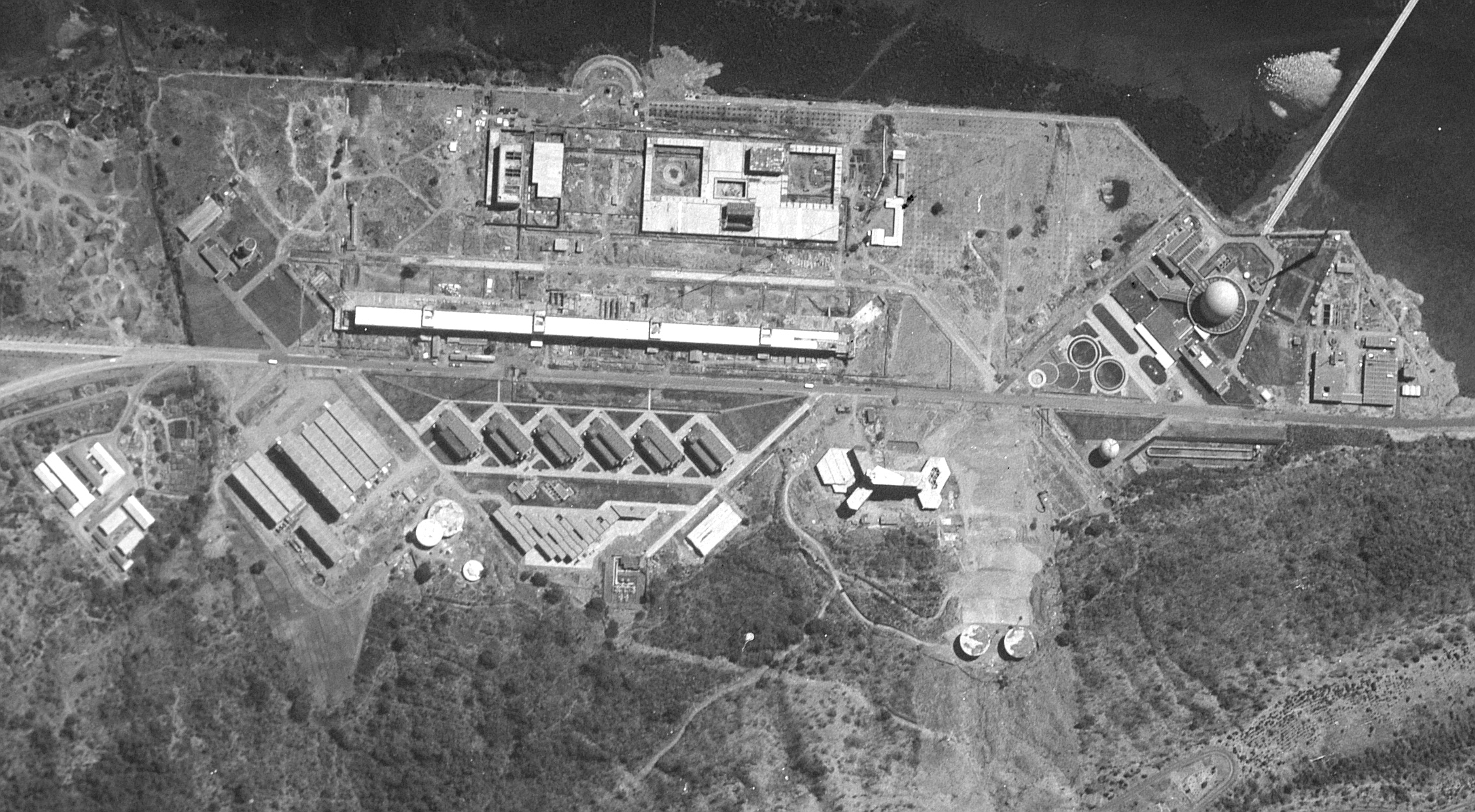
Satellitfoto 1966

Bhabha atomforskningscentrum (Bhabha Atomic Research Centre) är uppkallat efter forskaren Homi Bhabha (1909–1966), och är Indiens centrum för forskning om kärnfysik, kärnkraft och kärnvapen. Anläggningen är belägen i Trombay i delstaten Maharashtra och invigdes den 20 januari 1957 av Indiens förste premiärminister Nehru.